# دیرک ایتزرت
دیرک ایتزرت (انگلیسی: Dirk Eitzert؛ زادهٔ ۱ نوامبر ۱۹۶۸) بازیکن فوتبال اهل آلمان است.
از باشگاه‌هایی که در آن بازی کرده‌است می‌توان به باشگاه فوتبال بوخوم اشاره کرد.